# 3 Eskadra Lotnictwa Taktycznego
3 Eskadra Lotnictwa Taktycznego "Poznań" (3 elt) – pododdział Wojska Polskiego, sformowany w 2001 w Poznaniu-Krzesinach i stacjonujący na obiektach 31 Bazy Lotniczej Poznań-Krzesiny. Rozformowana z dniem 1 kwietnia 2008.

## Historia i powstanie 3 elt
3 Eskadra Lotnictwa Taktycznego powstała z dniem 1 stycznia 2001 na mocy decyzji Ministra Obrony Narodowej z 3 października 2000 i przejęła tradycje i sztandar 3 plm i podlegała bezpośrednio Dowództwu 2 Brygady Lotnictwa Taktycznego w Poznaniu.
W dniu 1 kwietnia 2008 połączona z 31 Bazą Lotniczą i 6 Eskadrą Lotnictwa Taktycznego w nową jednostkę – 31 Bazę Lotnictwa Taktycznego. Eskadra stała się jej 1 eskadrą

## Tradycje
3 elt przejęła tradycje następujących jednostek lotniczych:
- 2 Dywizjonu Myśliwskego "Krakowsko-Poznańskiego" (utworzonego we Francji)
- 2 Wielkopolskiej Eskadry Lotniczej
- 3 Pułku Lotnictwa Myśliwskiego "Poznań"
- 4 Wielkopolskiej Eskadry Lotniczej
- 13 Eskadry Myśliwskiej
- 15 Eskadry Myśliwskiej
- 17 Eskadry Lotniczej Dowództwa Wojsk Lotniczych (bezpośrednio z niej wywodzi się klucz śmigłowców)
- 62 Pułku Lotnictwa Myśliwskiego
- 131 Eskadry Myśliwskiej
- 132 Eskadry Myśliwskiej
- 302 Dywizjonu Myśliwskiego "Poznańskiego" (utworzonego w Wielkiej Brytanii)

## Odznaka pamiątkowa
Z odznaką pamiątkowa związana jest legenda:
Podczas organizowania 131 Eskadry Myśliwskiej na Poznańskiej Ławicy dowódca eskadry, po udanym starcie i okrążeniu Poznania poleciał nad jezioro Kiekrz. Nad lasem zaatakował samolot duży czarny kruk. Pilot usiłował ominąć ptaka, ale nie zdążył i kruk wpadł między zastrzały i druty łączące skrzydła samolotu. Kruk zginął, ale łapy dostały się w szczelinę między lotkę i płat samolotu bardzo utrudniając sterowanie. Pilotowi udało się jednak doprowadzić samolot nad lotnisko. Przekonany jednak, że nie zdoła wylądować bez katastrofy, tuż nad ziemią zamknął gaz, wyłączył silnik, zasłonił oczy i zdał się na łaskę losu. Tymczasem samolot odbił się tylko kilka razy od trawy i zatrzymał nieuszkodzony. Kruk napędził stracha dowódcy eskadry, nic złego nie uczynił, dlatego postanowiono, że będzie godłem poznańskiej eskadry myśliwskiej. Odznakę, w postaci gotowego do walki kruka z rozwartym dziobem, czarnym i czerwonym opierzeniu, pomarańczowym dziobie i pazurach, wykonała członek personelu eskadry.
Słowa płk. Wacława Króla świadczące o znaczeniu znaków: Całą wojnę kruk latał na samolotach Dywizjonu Poznańskiego. Malowano go na samolotach PZL P-11, na Hurricane'ach i Spitfire'ach. Piloci i mechanicy nosili jego odznakę na mundurach podczas kampanii w Polsce, we Francji, w Anglii, a nawet w Afryce. Lubili i cenili swoją odznakę. Indagowani przez Anglików, Francuzów, Amerykanów i Kanadyjczyków, Belgów i Holendrów co to za odznaka, objaśniali ich, ucząc w ten sposób obcokrajowców geografii Polski i wspominając przy tym o mieście międzynarodowych targów – Poznaniu.
Obecna odznaka pamiątkowa 3 elt jest już drugą w historii eskadry – została zatwierdzona w czerwcu 2003.
Poniższa galeria prezentuje zmiany, jakie zachodziły w odznakach pamiątkowych jednostek:

Odznaka pamiątkowa 131. elm
Odznaka pamiątkowa 302. dm "Poznański"

## Wyposażenie
- samoloty:
  - MiG-21MF – 2001-2002

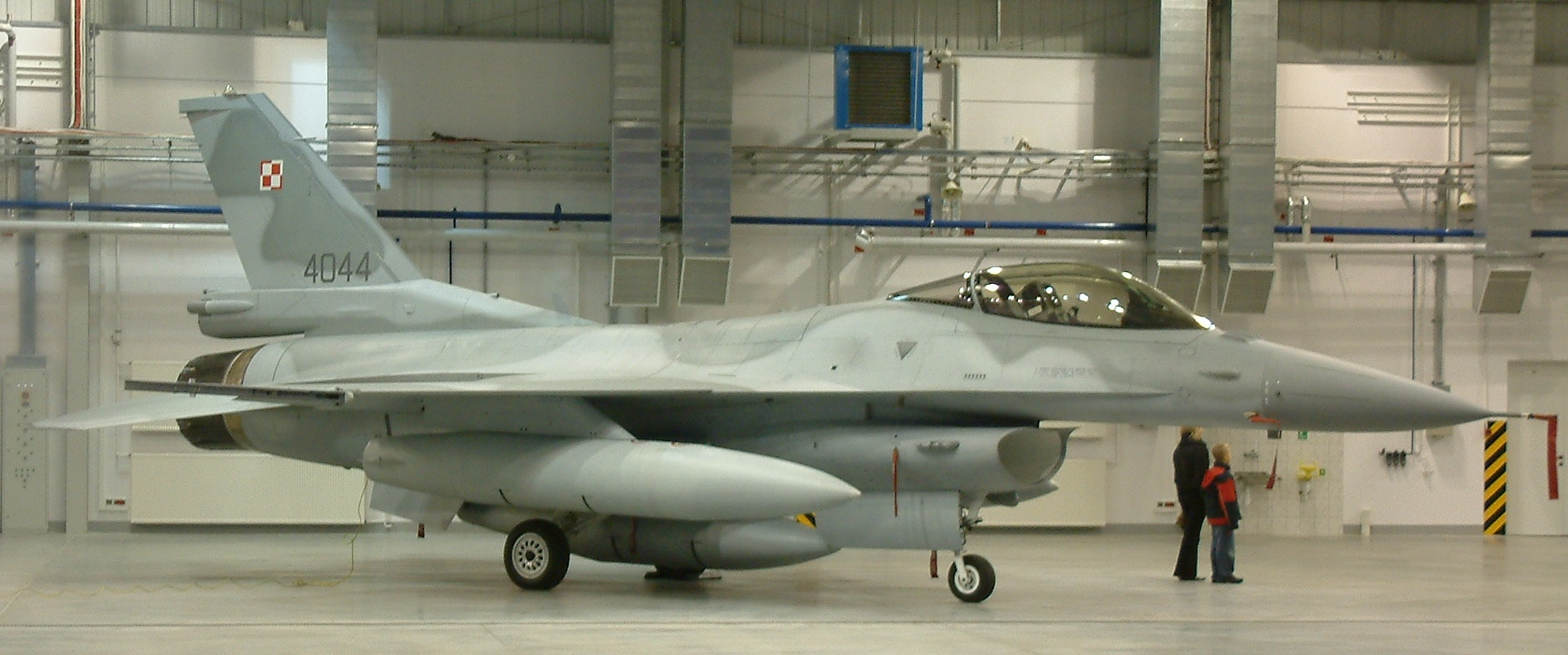
F-16C 4044

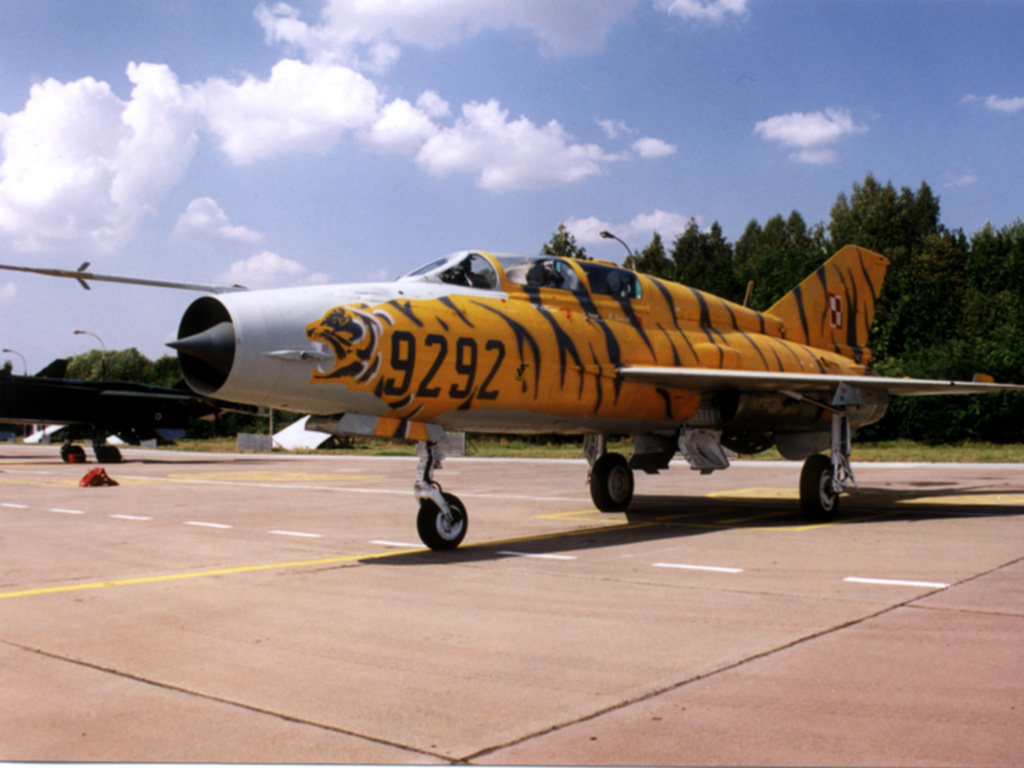
MiG-21UM 9292. Radom. AirShow 2002

  - MiG-21bis – 2002-2004 (1 stycznia 2004, godz 8.00)
  - MiG-21UM – 2001-2003
  - TS-11 Iskra – 2001-2006
  - F-16C – 2006-2008
  - F-16D – 2006-2008
  - An-2

- śmigłowce
  - Mi-2

## Dowódcy eskadry[2][3]
- 1 stycznia 2001 – 28 października 2002 – mjr dypl. pil. Wojciech Krupa
- 28 października 2002 – 9 lutego 2004 – mjr dypl. pil. Rościsław Stepaniuk
- 9 lutego 2004 – 13 października 2004 – ppłk dypl. pil. Zbigniew Zawada
- 13 października 2004 – 25 lutego 2005 – cz.p.o. mjr dypl. pil. Adam Bondaruk
- 25 lutego 2005 – 7 kwietnia 2005 – cz.p.o. kpt. nawig. mgr Mariusz Glazer
- 7 kwietnia 2005 – 24 października 2005 – cz.p.o. mjr pil. mgr Krzysztof Siarkiewicz
- 24 października 2005 – 30 czerwca 2006 – ppłk pil. Waldemar Gołębiowski
- 30 czerwca 2006 – 1 grudnia 2007 – ppłk dypl. pil. Rościsław Stepaniuk
- 1 grudnia 2007 – 31 marca 2008 – ppłk dypl. pil. Cezary Wiśniewski

## Ważne wydarzenia
- czerwiec 2001 – lipiec 2002 – lotnisko było zamknięte na czas remontu pasa startowego oraz zabudowy lotniskowej (domek pilota, hangar); związane to było z przystosowaniem lotniska do wymogów NATO. 3 elt została przebazowana na lotnisko Łask oddalone o ponad 200 km gdzie razem z 10. elt ponad rok wykonywała loty szkolne i pełniła dyżury bojowe.
- 12 lipca 2002 – uroczyste otwarcie lotniska Krzesiny po remoncie pasa startowego i domku pilota oraz przelot samolotów 8 samolotów MiG-21 MF z przebazowania w Łasku. Przelot w ugrupowaniu 2 klucze po 4 samoloty MiG-21 MF. Pierwszy klucz prowadził dowódca eskadry ppłk dypl. pil. Wojciech Krupa, drugi klucz szef szkolenia mjr dypl. pil. Rafał Nowak.
- 6 sierpnia 2002 – przejęcie na wyposażenie samolotów MiG-21 bis z rozwiązanej 9. elt z Zegrza Pomorskiego. Była to najnowsza wersja samolotu MiG-21 używana w Polskim Lotnictwie Wojskowym z wydajniejszym i bardziej ekonomicznym silnikiem oraz lepszymi przyrządami celowniczymi i nowszym uzbrojeniem.
- 7-8 września 2002 – udział w międzynarodowych pokazach lotniczych AirShow 2002
- marzec 2003 – przejęcie samolotów TS-11 z Siemirowic oraz Babich Dołów. Wyróżniającym elementem tych samolotów jest malowanie "NAVY"
- 5-6 lipca 2003 – udział w pikniku lotniczym Military And Air Show 2003 na Poznańskiej Ławicy
- 30-31 sierpnia 2003 – udział w międzynarodowych pokazach lotniczych AirShow 2003 w Radomiu
- 16 grudnia 2003 – loty pożegnalne z okazji zakończenia eksploatacji samolotów MiG-21
- 1 stycznia 2004 – uroczyste zakończenie dyżuru NATINADS na samolotach MiG-21 bis
- 10-14 maja 2004 – piloci 3 elt mogli przetestować samolot szkolno-bojowy HAWK. Brytyjski koncern lotniczy BAE Systems zaprezentował im samolot zaawansowanego szkolenia
- 26 lipca – 14 sierpnia 2004 – wizyta dowódcy 3 elt ppłk. Zbigniewa Zawady w Bazie Lotniczej Moody w Lowndes County, Georgia. Dowódca miał okazję zasiąść za sterami samolotu T-38C Talon.
- 13-24 września 2004 – udział w polsko-amerykańskim szkoleniu wydzielonych komponentów Sił Powietrznych i 182 Eskadry Gwardii Narodowej stanu Teksas – 149. Flight Wing USAF w 32 Bazie Lotniczej w Łasku pod kryptonimem "Sentry White Falcon 2004". Ćwiczenia są częścią przygotowań do przejęcia przez Polskę samolotów F-16 oraz dopracowania zasad współpracy pomiędzy siłami powietrznymi państw NATO.
- 13 października 2004 – Rozkazem Dowódcy Sił Powietrznych z dnia 4 października 2004 roku na przeszkolenie na samolot F-16 w USA zostali skierowani ppłk dypl. pil. Zbigniew Zawada, oraz mjr dypl. pil. Cezary Wiśniewski
- 3 listopada 2004 – rozkazem Dowódcy Sił Powietrznych z 28 października 2004 3. elt otrzymała puchar za bezpieczną realizacje zadań szkolenia lotniczego w 2004 roku
- 6-17 czerwca 2005 – 3. elt brała udział w międzynarodowych ćwiczeniach pk. "Sentry White Falcon 2005"